# فرودگاه ترول
فرودگاه ترول  (به انگلیسی: Troll Airfield) یک فرودگاه خصوصی است که یک باند فرود یخ دارد و طول باند آن ۳۳۰۰ متر است. این فرودگاه در کشور جنوبگان قرار دارد و در ارتفاع ۱۲۳۲ متری از سطح دریا واقع شده است.